# 2012年夏季奥林匹克运动会南非代表团
2012年夏季奥林匹克运动会南非代表团參加2012年7月27日至8月12日在英國倫敦舉行的2012年夏季奧林匹克運動會。该国在该届奥运共获得4枚金牌、1枚银牌和1枚铜牌，与上届相比有明显进步。